# Stepan Pasicznyk
Stepan Bohdanowycz Pasicznyk (ukr. Степан Богданович Пасічник, ur. 9 stycznia 1998) – ukraiński skoczek narciarski. Uczestnik mistrzostw świata seniorów (2015) i juniorów (2015, 2016), a także Zimowych Igrzysk Olimpijskich Młodzieży 2016 i Zimowego Olimpijskiego Festiwalu Młodzieży Europy 2015. Wielokrotny medalista mistrzostw Ukrainy w skokach narciarskich.
W zawodach międzynarodowych zdobywał punkty do klasyfikacji generalnej jedynie w cyklach FIS Cupu (w pojedynczym konkursie najwyżej uplasował się na 11. miejscu) i Pucharu Karpat (w pojedynczym konkursie najwyżej na 6. pozycji). W konkursach Pucharu Kontynentalnego najwyżej zajął 38. miejsce (w ramach letniej odmiany tego cyklu, zimą w najlepszym starcie uplasował się na 44. pozycji), ani razu nie zdobywając punktów potrzebnych do uzyskania prawa startu w Pucharze Świata.

## Przebieg kariery

### Początki
Pasicznyk zaczął trenować skoki narciarskie w 2008 roku. Początkowo uprawiał również kombinację norweską, startując w tej dyscyplinie w lokalnych zawodach.
W lutym 2012 roku wziął udział w Mistrzostwach Krajów Bałkańskich w Skokach Narciarskich 2012, zajmując w nich 6. i 8. miejsce.
W marcu 2013 roku, wraz z drużyną Tarnopol II (startującą w składzie Ołeh Wiliwczuk, Stepan Pasicznyk, Rusłan Bałanda i Wasyl Żurakiwśkyj), zdobył brązowy medal mistrzostw Ukrainy w konkursie drużynowym na skoczni normalnej.

### Sezon 2013/2014

#### Sezon letni
W oficjalnych zawodach międzynarodowych rozgrywanych pod egidą Międzynarodowej Federacji Narciarskiej (FIS) zadebiutował 27 lipca 2013 roku, zajmując 77. pozycję w FIS Cupie. Dzień później był z kolei 87. Odległe pozycje zajmował także kilkanaście dni później podczas zawodów tej samej rangi w Zakopanem, gdzie w obu startach uplasował się na 64. miejscu.
21 września 2013 roku zadebiutował w Pucharze Karpat, dwukrotnie zajmując 11. miejsce w konkursach rozegranych w kompleksie Skalite. Dzięki zdobytym wówczas punktom (łącznie 48) uplasował się na 20. w klasyfikacji generalnej sezonu 2013/2014 tego cyklu.
Tydzień później, w rumuńskim Râșnovie, Pasicznyk zdobył także pierwsze w karierze punkty FIS Cupu, plasując się najpierw na 26., a następnie na 29. miejscu. W sumie zgromadził ich 7, co sklasyfikowało go na 244. pozycji sezonu 2013/2014 tego cyklu. Były to jednocześnie jego ostatnie starty w zawodach organizowanych pod egidą FIS w sezonie letnim 2013.

#### Sezon zimowy
W sezonie zimowym 2013/2014 startował głównie w Pucharze Kontynentalnym, gdzie plasował się w ósmej i dziewiątej dziesiątce. W zawodach tej rangi zadebiutował w grudniu 2013 roku w Renie, gdzie zajął 86. i 87. miejsce. W kolejnych startach w zawodach tej rangi plasował się na 75. i 78. miejscu (w Courchevel) oraz na 74. i 76. pozycji (w Seefeld in Tirol). Udział w rywalizacji międzynarodowej w sezonie 2013/2014 zakończył w lutym 2014 roku, startami w FIS Cupie w Zakopanem, gdzie zajmował 68. i 81. miejsce.
W marcu 2014 roku, wraz z zespołem Tarnopol I (oprócz Stepana Pasicznyka skakali w nim Rusłan Bałanda, Andrij Kłymczuk i Wiktor Pasicznyk), zdobył złoty medal mistrzostw Ukrainy.

### Sezon 2014/2015

#### Sezon letni
Starty na arenie międzynarodowej w sezonie letnim 2014 rozpoczął w Letnim Pucharze Kontynentalnym, zajmując w swoich trzech pierwszych konkursach 50. pozycję (dwukrotnie w Wiśle i raz w miejscowości Frenštát pod Radhoštěm), a w czwartym 51. miejsce (Frenštát pod Radhoštěm).
We wrześniu 2014 roku wziął udział w 2 konkursach Pucharu Karpat i 4 zawodach FIS Cupu rozegranych w Szczyrku i Râșnovie. W rywalizacji w Pucharze Karpat zajmował 8. (Szczyrk) i 6. (Râșnov) pozycje, łącznie gromadząc 72 punkty, które pozwoliły mu uplasować się na 14. miejscu w klasyfikacji generalnej tego cyklu w sezonie 2014/2015. Z kolei w konkursach FIS Cupu plasował się na 29. i 36. (Szczyrk) oraz 28. i 29. (Râșnov) miejscu, zdobywając w sumie 7 punktów, dzięki którym (w zimowej części sezonu 2014/2015, podobnie jak w poprzednim, nie powiększył już bowiem swojego dorobku punktowego) został sklasyfikowany na 195. pozycji w sezonu 2014/2015 cyklu FIS Cup.
W październiku 2014 roku zdobył złoty medal w konkursie drużynowym letnich mistrzostw Ukrainy w konkursie drużynowym na skoczni normalnej (wraz z nim w zespole skakali Rusłan Bałanda, Wiktor Pasicznyk i Andrij Kłymczuk).

#### Sezon zimowy
Starty międzynarodowe w sezonie zimowym 2014/2015 zaczął w grudniu 2014 roku, gdy najpierw zajął 57. miejsce w FIS Cupie w Szczyrbskim Jeziorze, a następnie w Engelbergu plasował się w siódmej dziesiątce Pucharu Kontynentalnego (67. i 68. miejsce). W styczniu 2015 roku powrócił do FIS Cupu, gdzie zajmował miejsca w czwartej i piątej dziesiątce (52. i 49. w Zakopanem oraz 47. i 34. w Kranju).
Na przełomie stycznia i lutego 2015 roku Pasicznyk wystartował w dwóch imprezach juniorskich rangi mistrzowskiej. 27 stycznia zajął 15. pozycję w konkursie indywidualnym skoczków na Zimowym Olimpijskim Festiwalu Młodzieży Europy 2015 po tym, jak w drugiej serii oddał słabszy skok (po pierwszej serii plasował się na 7. miejscu). Z kolei 5 lutego uplasował się na 47. miejscu konkursu indywidualnego w ramach mistrzostw świata juniorów.
W lutym 2015 roku wystartował jeszcze w Pucharze Kontynentalnym w Lahti, gdzie plasował się na 44. i 47. pozycji. Starty na arenie międzynarodowej w sezonie 2014/2015 zakończył debiutem na seniorskich mistrzostwach świata – w Falun dwukrotnie odpadał w kwalifikacjach, zajmując w tej części rywalizacji 58. miejsce na skoczni normalnej i 51. na skoczni dużej. W kwalifikacjach na skoczni dużej był najmłodszym ze startujących skoczków.
W marcu 2015 roku ponownie wziął udział w mistrzostwach Ukrainy, zdobywając indywidualnie srebrny medal na skoczni średniej i brązowy medal na skoczni normalnej, a drużynowo dwukrotnie (zarówno na skoczni średniej, jak i normalnej) złoty medal (w obu przypadkach w drużynie Tarnopol I skakali z nim Rusłan Bałanda, Andrij Kłymczuk i Wiktor Pasicznyk).

### Sezon 2015/2016

#### Sezon letni
Sezon letni 2015 rozpoczął w sierpniu 2015 roku. W miesiącu tym wziął udział w 6 konkursach Letniego Pucharu Kontynentalnego i 3 zawodach FIS Cupu, ani razu nie zdobywając punktów do klasyfikacji generalnej któregoś z tych cykli. W startach w LPK, po dyskwalifikacji w pierwszym konkursie w Wiśle, plasował się kolejno na: 52. (Wisła), 52. i 48. (Kuopio) oraz 38. i 41. pozycji (Frenštát pod Radhoštěm). Z kolei w FIS Cupie zajmował kolejno: 51. i 57. (Kuopio) oraz 41. (Szczyrk) miejsce.
We wrześniu 2015 roku w Râșnovie ponownie zajął miejsca w najlepszej trzydziestce FIS Cupu, zajmując w rozegranych tam konkursach 15. i 13. miejsce. Łącznie zgromadził 36 punktów, dzięki którym (w zimowej części sezonu bowiem ponownie nie punktował w zawodach tej rangi) uplasował się na 114. miejscu w klasyfikacji generalnej sezonu 2015/2016 tego cyklu. W październiku 2015 roku wziął jeszcze udział w zawodach Letniego Pucharu Kontynentalnego w Klingenthal, gdzie zajmował miejsca w siódmej (61.) i szóstej (52.) dziesiątce.

#### Sezon zimowy
Sezon zimowy 2015/2016 Pasicznyk rozpoczął w grudniu 2015 roku, od startów w Pucharze Kontynentalnym w Renie, gdzie plasował się na 69., 65. i 60. miejscu. W styczniu wziął udział w 2 konkursach FIS Cupu w Zakopanem (31. i 54. miejsce) oraz 2 zawodach Pucharu Kontynentalnego w Bischofshofen (51. i 50. pozycja).
W lutym 2016 roku wziął udział w dwóch imprezach juniorskich rangi mistrzowskiej – zimowych igrzyskach olimpijskich młodzieży oraz mistrzostwach świata juniorów. W konkursie indywidualnym skoczków na pierwszych z tych zawodów uplasował się na 13. pozycji, a w rywalizacji indywidualnej na mistrzostwach świata juniorów zajął 53. pozycję.
Starty międzynarodowe w sezonie zimowym 2015/2016 Pasicznyk zakończył w marcu 2016 roku, zajmując w norweskim Vikersund 55. i 54. miejsce.

### Sezon 2016/2017

#### Sezon letni
Latem 2016 wystartował w 5 konkursach FIS Cupu – w Szczyrku (91. i 77.) oraz Kuopio (82.) nie awansował do drugiej serii, udało mu się to z kolei w Râșnovie, gdzie był 11. i 25. W pierwszym z rozegranych w Rumunii konkursów poprawił swój najlepszy w karierze wynik w zawodach tej rangi, a za sprawą zdobytych tam 30 punktów (zimą bowiem już w FIS Cupie nie punktował) sezon 2016/2017 w klasyfikacji generalnej tego cyklu ukończył na 109. lokacie.
Wziął też udział w 8 zawodach Letniego Pucharu Kontynentalnego, ani razu nie punktując – w Kuopio był 60. i 59., we Frenštácie został zdyskwalifikowany w pierwszym konkursie, a w drugim zajął 38. lokatę, w Stams uplasował się na 55. i 60. pozycji, a w Wiśle był 55. i 59.

#### Sezon zimowy
Zimą w sezonie 2016/2017 w międzynarodowych zawodach pucharowych startował tylko na przełomie grudnia i stycznia. W Pucharze Kontynentalnym w Engelbergu był dwukrotnie 57., a w Garmisch-Partenkirchen 56. i 48. Z kolei w FIS Cupie wziął udział tylko w zmaganiach w Zakopanem, gdzie zajął 52. i 49. pozycję.
W lutym 2017 w Park City po raz trzeci i ostatni w karierze wystartował w mistrzostwach świata juniorów, plasując się na 49. miejscu w zawodach indywidualnych. W tym samym miesiącu po raz drugi wziął też udział w seniorskich mistrzostwach świata – w Lahti odpadł w kwalifikacjach do konkursu indywidualnego na skoczni normalnej, zajmując w tej części rywalizacji 50. miejsce.
W marcu 2017 ponownie stanął na podium mistrzostw Ukrainy, zdobywając medale w obu konkursach indywidualnych – na skoczni średniej brązowy, a na normalnej srebrny (ex aequo z Wiktorem Pasicznykiem).

### Sezon 2017/2018

#### Sezon letni
Latem 2017 startował głównie w Letnim Pucharze Kontynentalnym, biorąc udział w 11 z 13 rozegranych wówczas zawodów tej rangi (opuścił tylko konkursy w Trondheim). Ani razu nie punktował – w pierwszym konkursie w Kranju został zdyskwalifikowany, a w drugim był 66., a w kolejnych zawodach zajmował miejsca: 67. (Szczyrk i Wisła), 64. (Frenštát), 61. (oba konkursy w Stams), 62. i 58. (Râșnov) oraz 78. i 75. (Klingenthal). Wziął również udział w zawodach FIS Cupu w Villach (32. i 70.) i Râșnovie (50. i 61.).
W letnich mistrzostwach Ukrainy po raz kolejny stawał na podium – w konkursie indywidualnym na skoczni średniej zdobył srebrny medal, a w zawodach drużynowych sięgnął po medal złoty (skocznia średnia) i srebrny (obiekt normalny).
Pod koniec sezonu letniego 2017 doznał poważnego upadku, w wyniku którego opuścił cały sezon zimowy 2017/2018.

## Mistrzostwa świata

### Indywidualnie
| 2015 Falun | – | nie zakwalifikował się (K-90), nie zakwalifikował się (K-120) |
| 2017 Lahti | – | nie zakwalifikował się (K-90)                                 |

### Starty S. Pasicznyka na mistrzostwach świata – szczegółowo
| Miejsce | Dzień     | Rok  | Miejscowość | Skocznia     | Punkt K | HS     | Konkurs  | Skok 1  | Skok 2  | Nota     | Strata                  | Zwycięzca               |
| ------- | --------- | ---- | ----------- | ------------ | ------- | ------ | -------- | ------- | ------- | -------- | ----------------------- | ----------------------- |
| NQ      | 21 lutego | 2015 | Falun       | Lugnet       | K-90    | HS-100 | indywid. | 61,0 m  | 61,0 m  | 39,0 pkt | Nie zakwalifikował się. | Nie zakwalifikował się. |
| NQ      | 26 lutego | 2015 | Falun       | Lugnet       | K-120   | HS-134 | indywid. | 102,5 m | 102,5 m | 46,5 pkt | Nie zakwalifikował się. | Nie zakwalifikował się. |
| NQ      | 25 lutego | 2017 | Lahti       | Salpausselkä | K-90    | HS-100 | indywid. | 79,0 m  | 79,0 m  | 80,8 pkt | Nie zakwalifikował się. | Nie zakwalifikował się. |

## Mistrzostwa świata juniorów

### Indywidualnie
| 2015 Ałmaty    | – | 47. miejsce |
| 2016 Râșnov    | – | 53. miejsce |
| 2017 Park City | – | 49. miejsce |

### Starty S. Pasicznyka na mistrzostwach świata juniorów – szczegółowo
| Miejsce | Dzień     | Rok  | Miejscowość | Skocznia                    | Punkt K | HS     | Konkurs  | Skok 1 | Skok 2 | Nota      | Strata    | Zwycięzca            |
| ------- | --------- | ---- | ----------- | --------------------------- | ------- | ------ | -------- | ------ | ------ | --------- | --------- | -------------------- |
| 47.     | 5 lutego  | 2015 | Ałmaty      | Gornyj Gigant               | K-95    | HS-106 | indywid. | 87,5 m | –      | 104,3 pkt | 165,6 pkt | Johann André Forfang |
| 53.     | 23 lutego | 2016 | Râșnov      | Trambulina Valea Cărbunării | K-90    | HS-100 | indywid. | 76,5 m | –      | 81,1 pkt  | 167,9 pkt | David Siegel         |
| 49.     | 1 lutego  | 2017 | Park City   | Utah Olympic Park           | K-90    | HS-100 | indywid. | 77,5 m | –      | 92,4 pkt  | 170,8 pkt | Viktor Polášek       |

## Igrzyska olimpijskie młodzieży

### Indywidualnie
| 2016 Lillehammer | – | 13. miejsce |

### Starty S. Pasicznyka na igrzyskach olimpijskich młodzieży – szczegółowo
| Miejsce | Dzień     | Rok  | Miejscowość | Skocznia       | Punkt K | HS     | Konkurs  | Skok 1 | Skok 2 | Nota      | Strata   | Zwycięzca     |
| ------- | --------- | ---- | ----------- | -------------- | ------- | ------ | -------- | ------ | ------ | --------- | -------- | ------------- |
| 13.     | 16 lutego | 2016 | Lillehammer | Lysgårdsbakken | K-90    | HS-100 | indywid. | 83,5 m | 83,0 m | 186,7 pkt | 76,1 pkt | Bor Pavlovčič |

## Zimowy olimpijski festiwal młodzieży Europy

### Indywidualnie
| 2015 Tschagguns | – | 15. miejsce |

### Starty S. Pasicznyka na zimowym olimpijskim festiwalu młodzieży Europy – szczegółowo
| Miejsce | Dzień       | Rok  | Miejscowość | Skocznia                   | Punkt K | HS     | Konkurs  | Skok 1 | Skok 2 | Nota      | Strata   | Zwycięzca     |
| ------- | ----------- | ---- | ----------- | -------------------------- | ------- | ------ | -------- | ------ | ------ | --------- | -------- | ------------- |
| 15.     | 27 stycznia | 2015 | Tschagguns  | Montafoner Schanzenzentrum | K-97    | HS-108 | indywid. | 91,0 m | 86,0 m | 226,1 pkt | 45,2 pkt | Niko Kytösaho |

## Puchar Kontynentalny

### Miejsca w poszczególnych konkursach Pucharu Kontynentalnego
Opracowano na podstawie materiału źródłowego:
| Sezon 2013/2014                                                               |                 |                 |                 |                 |                 |                 |                              |                              |                              |                              |               |                     |                     |                     |                     |                  |                     |                     |                        |                        |                        |                     |                     |                   |                   |                   |                |                   |                   |        |        |        |        |        |        |        |        |        |        |        |        |        |        |        |        |        |        |        |        |        |        |        |        |        |        |        |        |        |        |        |        |        |        |        |        |        |
| Rena HS111                                                                    | Rena HS111      | Lahti HS130     | Lahti HS130     | Engelberg HS137 | Engelberg HS137 | Courchevel HS96 | Courchevel HS96              | Sapporo HS100                | Sapporo HS100                | Sapporo HS134                | Sapporo HS134 | Iron Mountain HS133 | Iron Mountain HS133 | Brotterode HS117    | Brotterode HS117    | Brotterode HS117 | Seefeld HS109       | Seefeld HS109       | Falun HS100            | Falun HS100            | Zakopane HS134         | Zakopane HS134      | Niżny Tagił HS134   | punkty            | punkty            | punkty            | punkty         | punkty            | punkty            | punkty | punkty | punkty | punkty | punkty | punkty | punkty | punkty | punkty | punkty | punkty | punkty | punkty | punkty | punkty | punkty | punkty | punkty | punkty | punkty | punkty | punkty | punkty | punkty | punkty | punkty | punkty | punkty | punkty | punkty | punkty | punkty | punkty | punkty |        |        |        |
| 86                                                                            | 87              | -               | -               | -               | -               | 75              | 78                           | -                            | -                            | -                            | -             | -                   | -                   | -                   | -                   | -                | 74                  | 76                  | -                      | -                      | -                      | -                   | -                   | 0                 | 0                 | 0                 | 0              | 0                 | 0                 | 0      | 0      | 0      | 0      | 0      | 0      | 0      | 0      | 0      | 0      | 0      | 0      | 0      | 0      | 0      | 0      | 0      | 0      | 0      | 0      | 0      | 0      | 0      | 0      | 0      | 0      | 0      | 0      | 0      | 0      | 0      | 0      | 0      | 0      |        |        |        |
| Sezon 2014/2015                                                               |                 |                 |                 |                 |                 |                 |                              |                              |                              |                              |               |                     |                     |                     |                     |                  |                     |                     |                        |                        |                        |                     |                     |                   |                   |                   |                |                   |                   |        |        |        |        |        |        |        |        |        |        |        |        |        |        |        |        |        |        |        |        |        |        |        |        |        |        |        |        |        |        |        |        |        |        |        |        |        |
| Rena HS111                                                                    | Rena HS139      | Rena HS139      | Engelberg HS137 | Engelberg HS137 | Wisła HS134     | Wisła HS134     | Sapporo HS100                | Sapporo HS134                | Sapporo HS134                | Planica HS139                | Planica HS139 | Zakopane HS134      | Zakopane HS134      | Brotterode HS117    | Lahti HS130         | Lahti HS130      | Iron Mountain HS133 | Iron Mountain HS133 | Titisee-Neustadt HS142 | Titisee-Neustadt HS142 | Titisee-Neustadt HS142 | Seefeld HS109       | Seefeld HS109       | Niżny Tagił HS134 | Niżny Tagił HS134 | punkty            | punkty         | punkty            | punkty            | punkty | punkty | punkty | punkty | punkty | punkty | punkty | punkty | punkty | punkty | punkty | punkty | punkty | punkty | punkty | punkty | punkty | punkty | punkty | punkty | punkty | punkty | punkty | punkty | punkty | punkty | punkty | punkty | punkty | punkty | punkty | punkty | punkty | punkty | punkty | punkty |        |
| -                                                                             | -               | -               | 67              | 68              | -               | -               | -                            | -                            | -                            | -                            | -             | -                   | -                   | -                   | 44                  | 47               | -                   | -                   | -                      | -                      | -                      | -                   | -                   | -                 | -                 | 0                 | 0              | 0                 | 0                 | 0      | 0      | 0      | 0      | 0      | 0      | 0      | 0      | 0      | 0      | 0      | 0      | 0      | 0      | 0      | 0      | 0      | 0      | 0      | 0      | 0      | 0      | 0      | 0      | 0      | 0      | 0      | 0      | 0      | 0      | 0      | 0      | 0      | 0      | 0      | 0      |        |
| Sezon 2015/2016                                                               |                 |                 |                 |                 |                 |                 |                              |                              |                              |                              |               |                     |                     |                     |                     |                  |                     |                     |                        |                        |                        |                     |                     |                   |                   |                   |                |                   |                   |        |        |        |        |        |        |        |        |        |        |        |        |        |        |        |        |        |        |        |        |        |        |        |        |        |        |        |        |        |        |        |        |        |        |        |        |        |
| Rena HS111                                                                    | Rena HS111      | Rena HS139      | Rovaniemi HS100 | Rovaniemi HS100 | Engelberg HS137 | Engelberg HS137 | Garmisch-Partenkirchen HS140 | Garmisch-Partenkirchen HS140 | Willingen HS145              | Willingen HS145              | Sapporo HS100 | Sapporo HS134       | Sapporo HS134       | Bischofshofen HS140 | Bischofshofen HS140 | Planica HS139    | Planica HS139       | Zakopane HS134      | Zakopane HS134         | Iron Mountain HS133    | Iron Mountain HS133    | Brotterode HS117    | Vikersund HS117     | Vikersund HS117   | Czajkowskij HS140 | Czajkowskij HS140 | punkty         | punkty            | punkty            | punkty | punkty | punkty | punkty | punkty | punkty | punkty | punkty | punkty | punkty | punkty | punkty | punkty | punkty | punkty | punkty | punkty | punkty | punkty | punkty | punkty | punkty | punkty | punkty | punkty | punkty | punkty | punkty | punkty | punkty | punkty | punkty | punkty | punkty | punkty | punkty | punkty |
| 69                                                                            | 65              | 60              | -               | -               | -               | -               | -                            | -                            | -                            | -                            | -             | -                   | -                   | 51                  | 50                  | -                | -                   | -                   | -                      | -                      | -                      | -                   | 55                  | 54                | -                 | -                 | 0              | 0                 | 0                 | 0      | 0      | 0      | 0      | 0      | 0      | 0      | 0      | 0      | 0      | 0      | 0      | 0      | 0      | 0      | 0      | 0      | 0      | 0      | 0      | 0      | 0      | 0      | 0      | 0      | 0      | 0      | 0      | 0      | 0      | 0      | 0      | 0      | 0      | 0      | 0      | 0      |
| Sezon 2016/2017                                                               |                 |                 |                 |                 |                 |                 |                              |                              |                              |                              |               |                     |                     |                     |                     |                  |                     |                     |                        |                        |                        |                     |                     |                   |                   |                   |                |                   |                   |        |        |        |        |        |        |        |        |        |        |        |        |        |        |        |        |        |        |        |        |        |        |        |        |        |        |        |        |        |        |        |        |        |        |        |        |        |
| Vikersund HS117                                                               | Vikersund HS117 | Vikersund HS117 | Ruka HS142      | Ruka HS142      | Engelberg HS140 | Engelberg HS140 | Titisee-Neustadt HS142       | Titisee-Neustadt HS142       | Garmisch-Partenkirchen HS140 | Garmisch-Partenkirchen HS140 | Sapporo HS100 | Sapporo HS137       | Sapporo HS137       | Bischofshofen HS140 | Bischofshofen HS140 | Erzurum HS140    | Erzurum HS109       | Brotterode HS117    | Brotterode HS117       | Planica HS139          | Planica HS139          | Iron Mountain HS133 | Iron Mountain HS133 | Rena HS139        | Rena HS139        | Zakopane HS134    | Zakopane HS134 | Czajkowskij HS106 | Czajkowskij HS106 | punkty |        |        |        |        |        |        |        |        |        |        |        |        |        |        |        |        |        |        |        |        |        |        |        |        |        |        |        |        |        |        |        |        |        |        |        |        |
| -                                                                             | -               | -               | -               | -               | 57              | 57              | -                            | -                            | 56                           | 48                           | -             | -                   | -                   | -                   | -                   | -                | -                   | -                   | -                      | -                      | -                      | -                   | -                   | -                 | -                 | -                 | -              | -                 | -                 | 0      |        |        |        |        |        |        |        |        |        |        |        |        |        |        |        |        |        |        |        |        |        |        |        |        |        |        |        |        |        |        |        |        |        |        |        |        |
| Legenda                                                                       |                 |                 |                 |                 |                 |                 |                              |                              |                              |                              |               |                     |                     |                     |                     |                  |                     |                     |                        |                        |                        |                     |                     |                   |                   |                   |                |                   |                   |        |        |        |        |        |        |        |        |        |        |        |        |        |        |        |        |        |        |        |        |        |        |        |        |        |        |        |        |        |        |        |        |        |        |        |        |        |
| 1 2 3 4-10 11-30 poniżej 30 dq – dyskwalifikacja - – zawodnik nie wystartował |                 |                 |                 |                 |                 |                 |                              |                              |                              |                              |               |                     |                     |                     |                     |                  |                     |                     |                        |                        |                        |                     |                     |                   |                   |                   |                |                   |                   |        |        |        |        |        |        |        |        |        |        |        |        |        |        |        |        |        |        |        |        |        |        |        |        |        |        |        |        |        |        |        |        |        |        |        |        |        |

## Letni Puchar Kontynentalny

### Miejsca w poszczególnych konkursach Letniego Pucharu Kontynentalnego
Opracowano na podstawie materiału źródłowego:
| 2014                                                                          |             |               |              |                              |                              |                              |                              |                   |                   |              |                   |                   |                   |        |        |        |        |        |        |        |        |
| Kranj HS109                                                                   | Kranj HS109 | Wisła HS134   | Wisła HS134  | Kuopio HS127                 | Kuopio HS127                 | Frenštát pod Radhoštěm HS106 | Frenštát pod Radhoštěm HS106 | Klingenthal HS140 | Klingenthal HS140 | Stams HS115  | Stams HS115       | Trondheim HS140   | Trondheim HS140   | punkty |        |        |        |        |        |        |        |
| -                                                                             | -           | 50            | 50           | -                            | -                            | 50                           | 51                           | -                 | -                 | -            | -                 | -                 | -                 | 0      |        |        |        |        |        |        |        |
| 2015                                                                          |             |               |              |                              |                              |                              |                              |                   |                   |              |                   |                   |                   |        |        |        |        |        |        |        |        |
| Kranj HS109                                                                   | Kranj HS109 | Wisła HS134   | Wisła HS134  | Kuopio HS127                 | Kuopio HS127                 | Frenštát pod Radhoštěm HS106 | Frenštát pod Radhoštěm HS106 | Stams HS115       | Stams HS115       | Oslo HS106   | Oslo HS106        | Klingenthal HS140 | Klingenthal HS140 | punkty |        |        |        |        |        |        |        |
| -                                                                             | -           | dq            | 52           | 52                           | 48                           | 38                           | 41                           | -                 | -                 | -            | -                 | 61                | 52                | 0      |        |        |        |        |        |        |        |
| 2016                                                                          |             |               |              |                              |                              |                              |                              |                   |                   |              |                   |                   |                   |        |        |        |        |        |        |        |        |
| Kranj HS109                                                                   | Kranj HS109 | Kuopio HS127  | Kuopio HS127 | Frenštát pod Radhoštěm HS106 | Frenštát pod Radhoštěm HS106 | Lillehammer HS138            | Lillehammer HS138            | Stams HS115       | Stams HS115       | Wisła HS134  | Wisła HS134       | Klingenthal HS140 | Klingenthal HS140 | punkty |        |        |        |        |        |        |        |
| -                                                                             | 60          | 60            | 59           | dq                           | 38                           | -                            | -                            | 55                | 60                | 55           | 59                | -                 | -                 | 0      |        |        |        |        |        |        |        |
| 2017                                                                          |             |               |              |                              |                              |                              |                              |                   |                   |              |                   |                   |                   |        |        |        |        |        |        |        |        |
| Kranj HS109                                                                   | Kranj HS109 | Szczyrk HS106 | Wisła HS134  | Frenštát pod Radhoštěm HS106 | Stams HS115                  | Stams HS115                  | Trondheim HS138              | Trondheim HS138   | Râșnov HS100      | Râșnov HS100 | Klingenthal HS140 | Klingenthal HS140 | punkty            | punkty | punkty | punkty | punkty | punkty | punkty | punkty | punkty |
| dq                                                                            | 66          | 67            | 67           | 64                           | 61                           | 61                           | -                            | -                 | 62                | 58           | 78                | 75                | 0                 | 0      | 0      | 0      | 0      | 0      | 0      | 0      | 0      |
| Legenda                                                                       |             |               |              |                              |                              |                              |                              |                   |                   |              |                   |                   |                   |        |        |        |        |        |        |        |        |
| 1 2 3 4-10 11-30 poniżej 30 dq – dyskwalifikacja - − zawodnik nie wystartował |             |               |              |                              |                              |                              |                              |                   |                   |              |                   |                   |                   |        |        |        |        |        |        |        |        |

### Puchar Beskidów

#### Miejsca w klasyfikacji generalnej
| Sezon | Miejsce |
| ----- | ------- |
| 2017  | 60.     |

## FIS Cup

### Miejsca w klasyfikacji generalnej
| Sezon     | Miejsce |
| --------- | ------- |
| 2013/2014 | 244.    |
| 2014/2015 | 195.    |
| 2015/2016 | 114.    |
| 2016/2017 | 109.    |

### Miejsca w poszczególnych konkursachFIS Cup
Opracowano na podstawie materiału źródłowego:
| Sezon 2013/2014                                                               |         |              |              |            |            |            |            |              |              |          |          |            |            |            |            |                     |            |             |             |         |             |             |             |              |              |        |        |        |        |        |        |        |        |        |        |        |        |        |        |        |        |        |
| Villach                                                                       | Villach | Szczyrk      | Szczyrk      | Kuopio     | Kuopio     | Kranj      | Kranj      | Zakopane     | Zakopane     | Frenštát | Frenštát | Einsiedeln | Einsiedeln | Râșnov     | Râșnov     | Notodden            | Notodden   | Brattleboro | Brattleboro | Râșnov  | Râșnov      | Zakopane    | Zakopane    | punkty       | punkty       | punkty | punkty | punkty | punkty | punkty | punkty | punkty | punkty | punkty | punkty | punkty | punkty | punkty | punkty | punkty | punkty | punkty |
| -                                                                             | -       | 77           | 87           | -          | -          | -          | -          | 64           | 64           | -        | -        | -          | -          | 26         | 29         | -                   | -          | -           | -           | -       | -           | 68          | 81          | 7            | 7            | 7      | 7      | 7      | 7      | 7      | 7      | 7      | 7      | 7      | 7      | 7      | 7      | 7      | 7      | 7      | 7      | 7      |
| Sezon 2014/2015                                                               |         |              |              |            |            |            |            |              |              |          |          |            |            |            |            |                     |            |             |             |         |             |             |             |              |              |        |        |        |        |        |        |        |        |        |        |        |        |        |        |        |        |        |
| Villach                                                                       | Villach | Hinterzarten | Hinterzarten | Kuopio     | Kuopio     | Einsiedeln | Einsiedeln | Planica      | Planica      | Szczyrk  | Szczyrk  | Râșnov     | Râșnov     | Notodden   | Notodden   | Szczyrbskie Jezioro | Zakopane   | Zakopane    | Kranj       | Kranj   | Brattleboro | Brattleboro | Lake Placid | Hinterzarten | Hinterzarten | punkty |        |        |        |        |        |        |        |        |        |        |        |        |        |        |        |        |
| -                                                                             | -       | -            | -            | -          | -          | -          | -          | -            | -            | 29       | 36       | 28         | 29         | -          | -          | 57                  | 52         | 49          | 47          | 34      | -           | -           | -           | -            | -            | 7      |        |        |        |        |        |        |        |        |        |        |        |        |        |        |        |        |
| Sezon 2015/2016                                                               |         |              |              |            |            |            |            |              |              |          |          |            |            |            |            |                     |            |             |             |         |             |             |             |              |              |        |        |        |        |        |        |        |        |        |        |        |        |        |        |        |        |        |
| Villach                                                                       | Villach | Kuopio       | Kuopio       | Szczyrk    | Szczyrk    | Einsiedeln | Einsiedeln | Râșnov       | Râșnov       | Notodden | Notodden | Zakopane   | Zakopane   | Pjongczang | Pjongczang | Whistler            | Whistler   | Eau Claire  | Eau Claire  | Planica | Planica     | Harrachov   | Harrachov   | punkty       | punkty       | punkty | punkty | punkty | punkty | punkty | punkty | punkty | punkty | punkty | punkty | punkty | punkty | punkty | punkty | punkty | punkty | punkty |
| -                                                                             | -       | 51           | 57           | -          | 41         | -          | -          | 15           | 13           | -        | -        | 31         | 54         | -          | -          | -                   | -          | -           | -           | -       | -           | -           | -           | 36           | 36           | 36     | 36     | 36     | 36     | 36     | 36     | 36     | 36     | 36     | 36     | 36     | 36     | 36     | 36     | 36     | 36     | 36     |
| Sezon 2016/2017                                                               |         |              |              |            |            |            |            |              |              |          |          |            |            |            |            |                     |            |             |             |         |             |             |             |              |              |        |        |        |        |        |        |        |        |        |        |        |        |        |        |        |        |        |
| Villach                                                                       | Villach | Szczyrk      | Szczyrk      | Kuopio     | Kuopio     | Einsiedeln | Einsiedeln | Hinterzarten | Hinterzarten | Râșnov   | Râșnov   | Notodden   | Notodden   | Zakopane   | Zakopane   | Eau Claire          | Eau Claire | Sapporo     | Sapporo     | punkty  | punkty      | punkty      | punkty      | punkty       | punkty       | punkty | punkty | punkty | punkty | punkty | punkty | punkty | punkty | punkty | punkty | punkty | punkty | punkty |        |        |        |        |
| -                                                                             | -       | 91           | 77           | -          | 82         | -          | -          | -            | -            | 11       | 25       | -          | -          | 52         | 49         | -                   | -          | -           | -           | 30      | 30          | 30          | 30          | 30           | 30           | 30     | 30     | 30     | 30     | 30     | 30     | 30     | 30     | 30     | 30     | 30     | 30     | 30     |        |        |        |        |
| Sezon 2017/2018                                                               |         |              |              |            |            |            |            |              |              |          |          |            |            |            |            |                     |            |             |             |         |             |             |             |              |              |        |        |        |        |        |        |        |        |        |        |        |        |        |        |        |        |        |
| Villach                                                                       | Villach | Kuopio       | Kuopio       | Kandersteg | Kandersteg | Râșnov     | Râșnov     | Whistler     | Whistler     | Notodden | Notodden | Zakopane   | Zakopane   | Planica    | Planica    | Rastbüchl           | Rastbüchl  | Villach     | Villach     | Falun   | punkty      | punkty      | punkty      | punkty       | punkty       | punkty | punkty | punkty | punkty | punkty | punkty | punkty | punkty | punkty | punkty | punkty | punkty | punkty | punkty |        |        |        |
| 32                                                                            | 70      | -            | -            | -          | -          | 50         | 61         | -            | -            | -        | -        | -          | -          | -          | -          | -                   | -          | -           | -           | -       | 0           | 0           | 0           | 0            | 0            | 0      | 0      | 0      | 0      | 0      | 0      | 0      | 0      | 0      | 0      | 0      | 0      | 0      | 0      |        |        |        |
| Legenda                                                                       |         |              |              |            |            |            |            |              |              |          |          |            |            |            |            |                     |            |             |             |         |             |             |             |              |              |        |        |        |        |        |        |        |        |        |        |        |        |        |        |        |        |        |
| 1 2 3 4-10 11-30 poniżej 30 dq – dyskwalifikacja - − zawodnik nie wystartował |         |              |              |            |            |            |            |              |              |          |          |            |            |            |            |                     |            |             |             |         |             |             |             |              |              |        |        |        |        |        |        |        |        |        |        |        |        |        |        |        |        |        |